# 澳洲小藍企鵝
澳洲小蓝企鹅，又称仙女企鹅、神仙企鹅、仙企鹅，是一种生活在澳大利亚和新西兰奥塔哥大区的小型企鹅。
澳洲小藍企鵝背面羽毛呈亮藍色，腹面羽毛呈白色，鰭狀肢呈深色。小藍企鵝在近海捕獵，以魚類、魷魚等海洋生物為食。澳洲小藍企鵝有在夜間集群歸巢的行為，或許能幫助其一定程度上對抗捕食者的襲擊。澳洲小藍企鵝深受大眾喜愛，觀賞澳洲小藍企鵝的行為在一定程度上帶動了部分地區的旅遊業發展。澳洲小藍企鵝目前受到物種入侵、棲息地破壞、獵物資源減少和人類傷害的影響。有關澳洲小藍企鵝的保育措施已經在各地施行，這些保育措施在部分地區已經有所成效。
澳洲小藍企鵝首次描述于1826年，此時該物種被歸入環企鵝屬，命名為Spheniscus novaehollandiae。随后该物种被归入了小蓝企鹅，成为了该物种的一个亚种。在2016年的一项研究中，澳洲小蓝企鹅被确定为一个独立的物种。然而，澳洲小藍企鵝的獨立物種地位仍未被普遍認可，IOC、康乃爾鳥類學實驗室等鳥類學權威組織機構仍將澳洲小藍企鵝視為小藍企鵝的一個亞種。

## 分类
发现自澳大拉西亚地区的小蓝企鹅曾被认定为同一个物种。2002年，一项有关线粒体DNA的研究将小蓝企鹅这一物种分为了两大演化支：一支生活在新西兰北岛、库克海峡和查塔姆岛；另一支则生活在澳大利亚和新西兰奥塔哥大区。对其叫声的初步研究和形态测量学的聚类分析部分支持了这一结论。2016年，一项研究将澳洲小蓝企鹅划为了独立于小蓝企鹅的新物种。2019年的一则研究支持了澳洲小蓝企鹅是独立物种的观点。

## 描述
与其他企鹅一样，小蓝企鹅属物种的前肢已经特化为了用于划水的鳍状肢。
小藍企鵝屬的物種身高30-33厘米， 平均體重1.5公斤。这种鸟的頭部与背部呈藍色，耳部为青灰色，逐漸過渡為腹部的白色，鳍为蓝色。这类鸟的喙长约3至4厘米，显深灰色，其腳部站立时向上的一面為白色，腳底和蹼則呈黑色。未成年小藍企鵝的喙較為短小，藍色羽毛的顏色也比較淺。
同大部分的海鳥一樣，小藍企鵝属物种的壽命很長。牠們平均壽命為6.5歲，根據鳥類環志的記錄，目前為止人類所知壽命最長的小藍企鵝属物种活到了20歲。

生活在新西兰的小藍企鵝与澳洲小藍企鹅相当相似，但两种企鹅之间仍有与彼此不同的特征。澳洲小蓝企鹅的羽毛是亮藍色的，与小蓝企鹅有所不同。除此之外，新西蘭的小藍企鵝與生活在新西蘭奧馬魯的澳洲小藍企鵝在叫聲上也有區別。有研究表明，雌性小藍企鵝更青睞本地小藍企鵝的叫聲。
小藍企鵝與澳洲小藍企鵝在行為上也有所區別。澳洲小藍企鵝會在黃昏後集大群游泳並沿海岸線步行返回築巢地。集大群行動是一種有效的躲避捕食者的策略，但這一行為並沒有在新西蘭的小藍企鵝中出現。這或許是因為新西蘭的小藍企鵝直到人類到來後才會遇到陸生脊椎動物掠食者，而澳洲小藍企鵝早在人類到來之前就必須要和澳洲有袋類掠食者打交道。
此外，澳洲小藍企鵝會通過在繁殖季下兩窩蛋的方式增加繁殖成功率，但新西蘭的小藍企鵝卻沒有觀察到這種行為。

## 物种分布
澳洲小藍企鵝原產於澳洲南部，在新西蘭的小藍企鵝因人為影響減少後，澳洲小藍企鵝還擴散到了新西蘭奧塔哥大區。

### 澳大利亞
澳洲小藍企鵝廣泛分佈在澳大利亞南部，包括新南威爾士、維多利亞、塔斯馬尼亞、南澳大利亞、西澳大利亞和杰维斯湾领地。其種群主要分佈在缺乏人類和掠食者影響的近海島嶼上。從北新南威爾士州的史蒂芬港到西澳大利亞南部海岸的費里曼圖都發現有澳洲小藍企鵝的種群。覓食的澳洲小藍企鵝有時也會在北至昆士蘭紹斯波特和西澳大利亞鯊魚灣的海域中發現。

#### 新南威爾士州
悉尼北港的曼麗生活有瀕危的小藍企鵝種群，該種群受1995年《新南威爾士州受威脅物種保護法》的保護，自2000年以來，該種群一直據恢復計劃進行管理，其種群數量一度上漲到數百隻。然而如今該地區僅存在有大約60對小藍企鵝。適宜棲息地棲息地的流失、狐狸和狗的攻擊和築巢地受到的干擾可能是該地區小藍企鵝減少的原因。
新南威爾士最大的小藍企鵝聚居地位於蒙塔古島，每年都會有多達8000對小藍企鵝在這裏築巢繁殖。此外在巴特曼斯貝的托蓋特群島也有小藍企鵝的繁殖地。
此外，在肯布拉港的五島自然保護區、邦德尔巴岛、白菜树岛和史蒂芬斯港附近的布劳顿群岛也存在小藍企鵝的聚居地。

#### 杰维斯湾领地
鮑恩島上目前有約5000對繁殖對。小藍企鵝的數量由1979年的500對和1985年的1500對增加到了今天的數字。在此期间，该岛被私人租用。该岛于 1986 年腾空，目前由联邦政府控制。

#### 南澳大利亞州
南澳大利亚州的许多澳洲小蓝企鹅种群都在减少。小蓝企鹅在一些曾经的聚居地已经灭绝，如内普丘恩群岛、西岛、赖特岛、普伦岛和袋鼠岛西部，同时，小蓝企鹅在另一些聚居地的数量大幅减少，从数千只减少到了少量，如花岗岩岛和金斯科特。澳洲小蓝企鹅曾经在约克半岛有聚居地，但目前南澳大利亚州唯一已知的小蓝企鹅大陆聚居地位于该州西部的邦达悬崖。一份2011 年发布的报告提供的证据支持将全州或圣文森特湾的小蓝企鹅种群视为受南澳大利亚1972 年国家公园和野生动物法保护的易危物种。截至 2014 年，澳洲小蓝企鹅仍未被列为受保护物种，尽管很多地区的小蓝企鹅种群都在下降。
花岗岩岛的澳洲小蓝企鹅种群已经大幅减少，2000 年之前，这些小蓝企鹅的数量可能超过3000只，但在2022年12 月，人们只记录到了22只个体。

#### 塔斯馬尼亞州
塔斯马尼亚有着全联邦最大的澳洲小蓝企鹅种群，其总数可能达到11万至19万对，但只有不到5％分布于塔斯马尼亚本岛上，其中大约有2万对生活在贝伯尔岛上。保护活动、大众教育和防止狗袭击澳洲小蓝企鹅栖息地的措施已经在塔斯马尼亚实施。

#### 維多利亞州

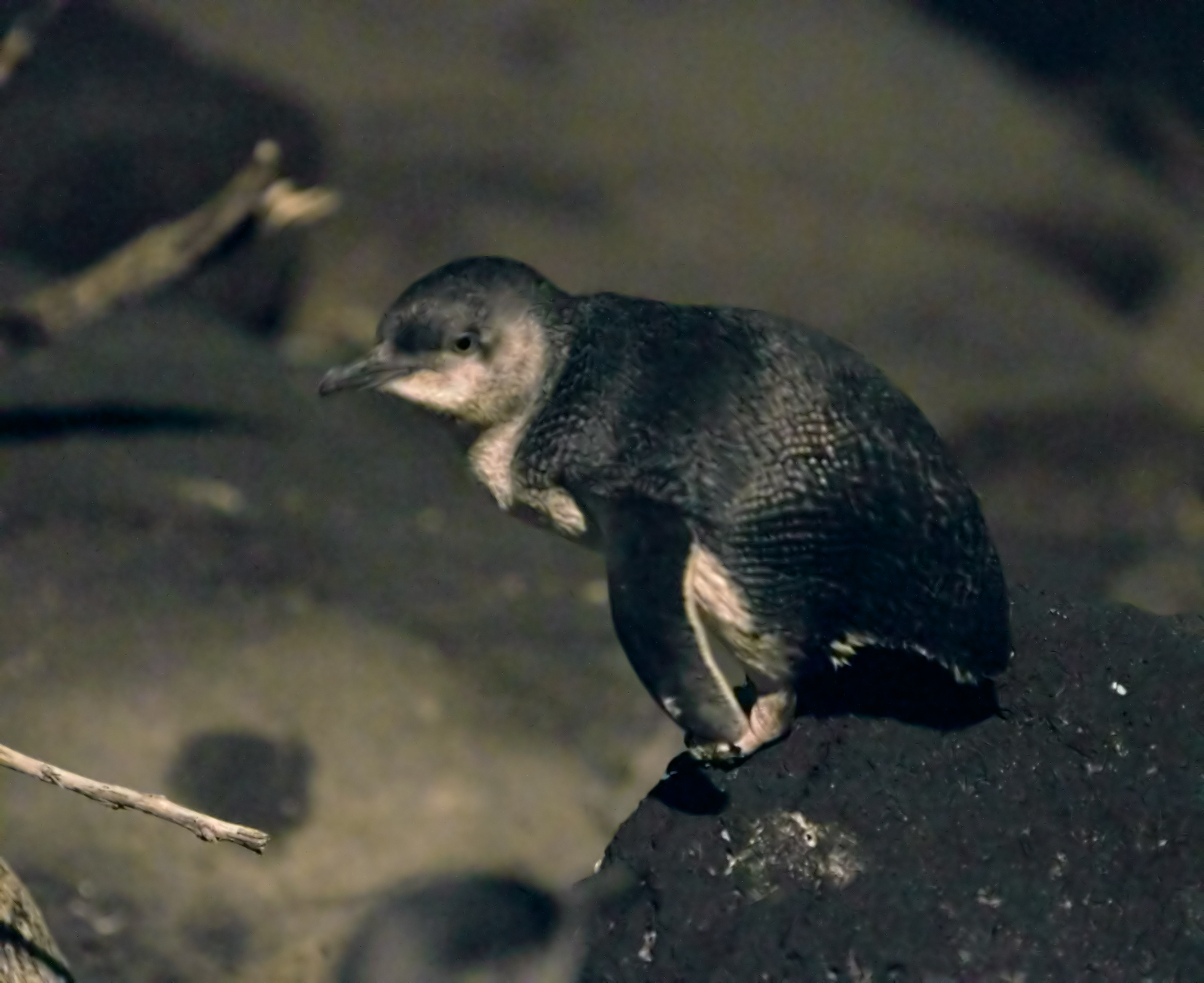
圣基尔达防波堤夜间的小蓝企鹅

維多利亞州最大的小藍企鵝棲息地位於菲利普群島，觀看小藍企鵝們夜間橫跨薩默蘭海灘的“遊行”已經成為了人們來此旅遊的主要目的，自20世紀20年代起，當地開展了一系列保育行動。菲利普群島可能有32000只在此繁殖的成鳥。在墨尔本内郊的圣基尔达码头和防波堤附近也可以看到澳洲小藍企鹅。該防波堤是一群小藍企鹅的家园，它們自1986年以来一直是該地保护研究的主题。2020年，該地有1400只繁殖的成鳥，該數字仍在增長中。
小藍企鹅栖息地也存在于许多其他地点，包括大洋路沿线的伦敦拱桥和十二門徒石，威爾遜岬和蓋博岛。

#### 西澳大利亞州
据信，西澳大利亚州最大的澳大利亚小企鹅栖息地位于企鹅岛，估计有1000对企鹅于冬季在此筑巢。 众所周知，企鹅也在企鹅岛以北的花园岛和卡纳克岛筑巢。西澳大利亞州南部海岸的许多岛屿都可能有小藍企鹅繁殖，但這些种群的状况很大程度上仍然未知。1928年出版的关于贝林格岛上小藍企鹅的描述显示，它们的数量达到了数千只。1986年11月来访的博物学家估计该地有20对繁殖对。 该描述同時命名了距离贝林格岛 12 英里、距离帕斯利角相同距离的另一个重要殖民地。 此外，小藍企鹅在勒謝什群岛的一些岛屿上也有繁殖，包括伍迪島，游客可以在該島參觀动物。在奥班尼附近乔治王湾的误岛也存在小藍企鹅栖息地。深河河口的紐德蓋特島和喬治王灣的破浪島也有小藍企鵝的歷史記載。此外，小藍企鹅也被发现在杰拉尔顿以北150英里（德纳姆和鲨鱼湾以南）的海域觅食。

### 新西蘭
虽然这种企鹅的主要分布范围在澳大利亚，但新西蘭南島東海岸的奥塔哥存在至少一個澳洲小藍企鵝的種群。
澳洲小藍企鵝最初是澳大利亚的特有种。通過對史前小藍企鵝遺骸進行古DNA分析和放射性碳测年，研究人員确定澳洲小藍企鵝在約公元前1500至1900年間抵达了新西兰。在新西蘭本土的小藍企鵝种群數量下降时，該地的澳洲小藍企鵝趁機崛起。本土小藍企鵝的减少很可能與人類有關，在過度捕殺小藍企鵝的同時，人類帶來的諸如狗的海外捕食者也對小藍企鵝造成了威脅。
多位点合并分析可知，奥塔哥的澳洲小藍企鵝种群到達的比先前估计的还要晚。

### 大洋洲之外
智利也有报道過小藍企鵝屬的物种，在那里它们被称为pingüino pequeño或pingüino azul。目击地點包括1996年的查尼亞拉尔岛和1997年3月16日的圣多明各海滩。此外，南非也有报道过小藍企鵝屬物种。目前尚不清楚这些鸟是否是迷鳥。

## 行為
澳洲小藍企鵝是昼行性的，像大部分企鹅物种一样，澳洲小藍企鵝一天中大部分时间都在海上游泳和觅食。在繁殖季节，澳洲小藍企鵝會在日出时离开巢穴，花整個白晝在外觅食並于黄昏后返回巢穴。因此，阳光、月光和人造光会影响到棲息地裏小藍企鵝的行为。 此外，風速的增加也會對小藍企鵝的育雛覓食造成不利影響，目前具體原因仍然未知。 澳洲小藍企鵝會為了防水定期整理羽毛。他们通过将尾巴上方特殊腺体生產的油脂擦到每根羽毛上来保持羽毛的防水性。

### 活動範圍
重捕或发现死亡的标记企鵝表明，澳洲小藍企鵝個體在其一生中可以旅行很远的距离。1984年，一只在维多利亚州东部加博岛被标记的企鹅被发现死在南澳大利亚的维克多港。1970年，一隻在维多利亚州的菲利普岛被标记的小藍企鵝在阿德莱德附近被发现。 1996年，一只带環誌的企鹅被发现死在米德尔顿。它于1991年在南澳大利亚州圣文森特湾的特鲁布里奇岛被標誌。
与会飞的海鸟相比，澳洲小藍企鵝的覓食範圍距海岸較近。

### 食性
小蓝企鹅通常以鲭科鱼、软体动物和甲壳类喂食，它们的捕食范围相当之大，甚至可达海床。研究人员曾汤姆·蒙塔古（Tom Montague）曾对维多利亚州的小蓝企鹅种群进行了为期两年的研究来了解其进食模式，其分析显示，小蓝企鹅的饮食由76%的鱼和24%的鱿鱼组成。研究记录了19种被捕食的鱼类，被捕食的鱼类以鳀鱼和拟沙丁鱼为主。这些鱼通常不到10厘米长，通常尚未成年。小蓝企鹅偶尔也会捕食其他猎物，包括蟹类幼虫、鳗鱼、水母和海马。
自2000年以来，菲利普港的澳洲小蓝企鹅主要以各种小鱼和鱿鱼为食。在1990年代的大规模沙丁鱼死亡事件之前，沙丁鱼是南澳大利亚小蓝企鹅食物的重要组成部分。这些大规模死亡事件影响了5000多公里海岸线的沙丁鱼种群。 包括黄金水母属和霞水母属在内的水母也会被小蓝企鹅捕食，这点与阿德利企鹅、黄眼企鹅、南美企鹅等相似。磷虾Nyctiphanes australis也是小蓝企鹅的重要食物之一，这种磷虾会在白天成群结队的活动。
小蓝企鹅通常是近海捕食者。 数据记录仪的使用表明，在小企鹅的潜水行为中，50%的潜水深度不超过2米，平均潜水时间为21秒。 20世纪80年代的数据中，小蓝企鹅的平均潜水时间约为23-24秒。 小蓝企鹅的最大潜水深度和最长潜水时间分别为66.7米和90秒。
跟踪技术使IMAS和塔斯马尼亚大学的研究人员能够获得对小蓝企鹅觅食行为的新见解。

### 与寄生蟲的关系
澳洲小蓝企鹅在寄生生态系统中发挥着重要作用，它们不仅是寄生虫的捕食者，也是寄生虫的宿主。最近的研究表明，一种特殊的羽螨会以企鹅羽毛上的油脂为食。 澳洲小蓝企鹅会通过给伴侣梳理羽毛来加强社会纽带并清除寄生虫，它们会从伴侣的头部开始梳理，因为那里的寄生虫很难自我伪装。

### 繁殖

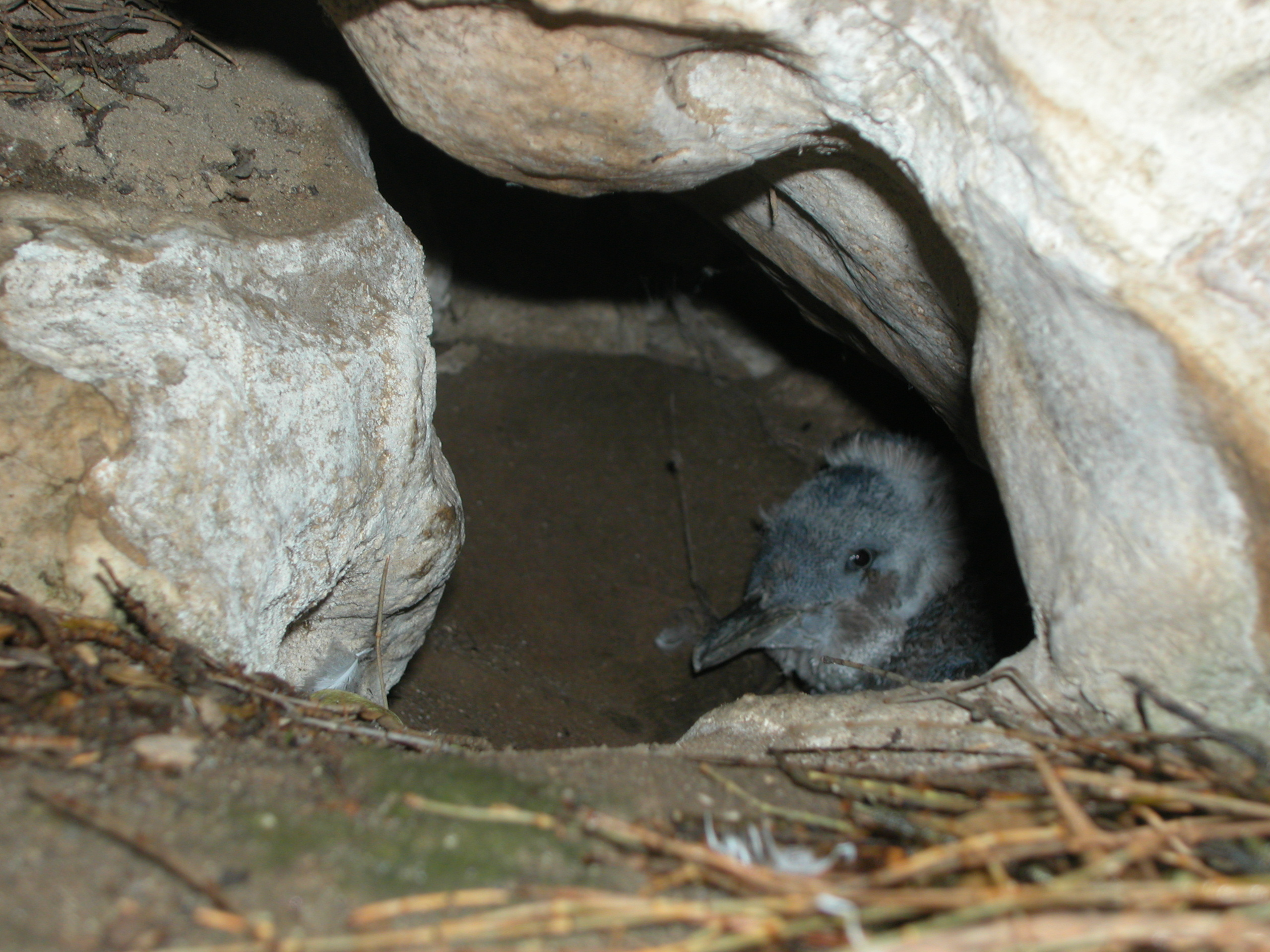
巢穴中的幼鸟

布鲁尼岛的小蓝企鹅（Eudyptula minor）家庭在夜间离开巢穴

不同性别的澳洲小蓝企鹅有不同的性成熟年龄——雌鸟会在两岁时性成熟，雄鸟则是三岁。
6月至8月时，雄鸟会返回岸边翻新旧巢或建造新巢并展示以吸引配偶。这样的繁殖每年进行一次，但繁殖季的大抵日期和时间跨度则因地点和年份而异。繁殖季通常在春季和夏季，此时海洋生产力最高，食物也最为丰富。
澳洲小蓝企鹅在繁殖季和孵化时对伴侣保持忠诚。而在一年中的其他时候，它们则更倾向于交换洞穴居住。小蓝企鹅通常会展现出对繁殖地的高度专一。

#### 築巢
小蓝企鹅的巢穴类型因栖息地而异。这些巢穴一般被建在海边的则由小蓝企鹅或其他动物挖掘的沙质洞穴中。巢也可以被建在自然洞穴、岩石缝隙、原木下和巢箱、管道等各种人造结构里。人们有时能观察到小蓝企鹅与小型鹱共享巢穴，此外一些洞穴会交替性的被短尾鹱和小蓝企鹅占据。在1980年代，人们对鸟类之间的洞穴竞争知之甚少。

#### 育雛
小蓝企鹅繁殖季节的时间因其生活范围而异。在1980年代，生活在澳大利亚东部火山岛的小蓝企鹅通常于5月至10月产下的第一枚蛋。澳大利亚东部种群（包括维多利亚州的菲利普岛）则在7月至12月产卵。 在南澳大利亚的圣文森特湾，小蓝企鹅在4月至10月产卵，在西澳大利亚州珀斯以南，根据20世纪80年代的观测，小蓝企鹅的产卵高峰发生在6月至10月中旬。
小蓝企鹅的雄鸟和雌鸟分担了孵化雏鸟的职责。它们是唯一一种能够在一个繁殖季产下不止一窝卵的企鹅，但很少有小蓝企鹅种群会这样做。在理想条件下，一对小蓝企鹅能够在一个较长的繁殖季内养出两窝甚至三窝蛋，其繁殖时长可以持续八至二十八周。
在一至四天内，小蓝企鹅会产下一个或两个（极少见的情况下是三个）白色或带斑驳棕斑的蛋，每个蛋约重55g。 雏鸟的孵化长达36天，随后会养育雏鸟18至38天，雏鸟将在7至8周时长出成鸟的羽毛。 在澳洲东海岸，育雏通常发生在八月至次年三月； 在圣文森特湾，育雏通常发生在六月至十一月。
澳洲小蓝企鹅通常在黄昏时分返回繁殖地育雏。这些鸟常成群结队地上岸，来防御捕食者对单独个体的攻击。澳大利亚较大的小蓝企鹅繁殖地通常位于没有猫和狐狸的岛屿上。然而，花岗岩岛（这是一个没有狐狸、猫和狗的岛屿，与澳洲大陆只有步行桥相连）的小蓝企鹅种群却发生了严重枯竭，其数目从2001年的约2000只减少到了2015年的22只。

## 与本土捕食者的关系
因为本土捕食者食性的多样化，这些捕食者对小蓝企鹅的捕食并不被认为会对小蓝企鹅的种群造成威胁。澳洲的大型掠食者，比如虎蛇和黑砂巨蜥会捕食小蓝企鹅的雏鸟，而斜纹蓝舌蜥则会取食小蓝企鹅的蛋。 海洋里，澳洲小蓝企鹅会被新澳毛皮海狮捕食，一项研究表明，花岗岩岛大约40％的海豹粪便中存在小蓝企鹅的遗骸。 其他水下捕食者包括澳洲海狮、鲨类和杖蛇鲭。
澳洲東南外海瑪麗亞島（Maria Island）於2012年放生了28隻袋獾，竟然导致岛上已达3000对的小蓝企完全灭绝。
白腹海雕也会捕食澳洲小蓝企鹅，这种大型猛禽在南澳大利亚是濒危物种，故不会对当地的小蓝企鹅种群造成过大影响。其他会捕食小蓝企鹅的鸟类包括：黑背鸥、太平洋鸥、棕贼鸥和噪燕鵙。
在维多利亚州，至少有一只小蓝企鹅因水鼠而死。

## 大规模死亡事件
1935年三月，菲利普港湾发生了小蓝企鹅的大规模死亡事件，该事件恰逢换羽，死亡原因可能是过度疲劳。 1940年的维多利亚菲利普岛发生了另一次大规模死亡事件，当地小蓝企鹅种群从2000骤降至200，鸟尸看上去较为健康，其死亡原因可能是大规模传染病。
漏油事件也会导致小蓝企鹅的大规模死亡，其中最严重的是1995年塔斯马尼亚的铁男爵号漏油事件，其次是2011年新西兰的雷纳号漏油事件。
公民对小蓝企鹅的大规模死亡表示担忧，称官方对此类事件缺乏关注。 在澳大利亚发现死亡企鹅后应当报告给相应州的环境部门。南澳大利亚州相关部门于2011年建立了死亡登记册。

## 与人类的关系

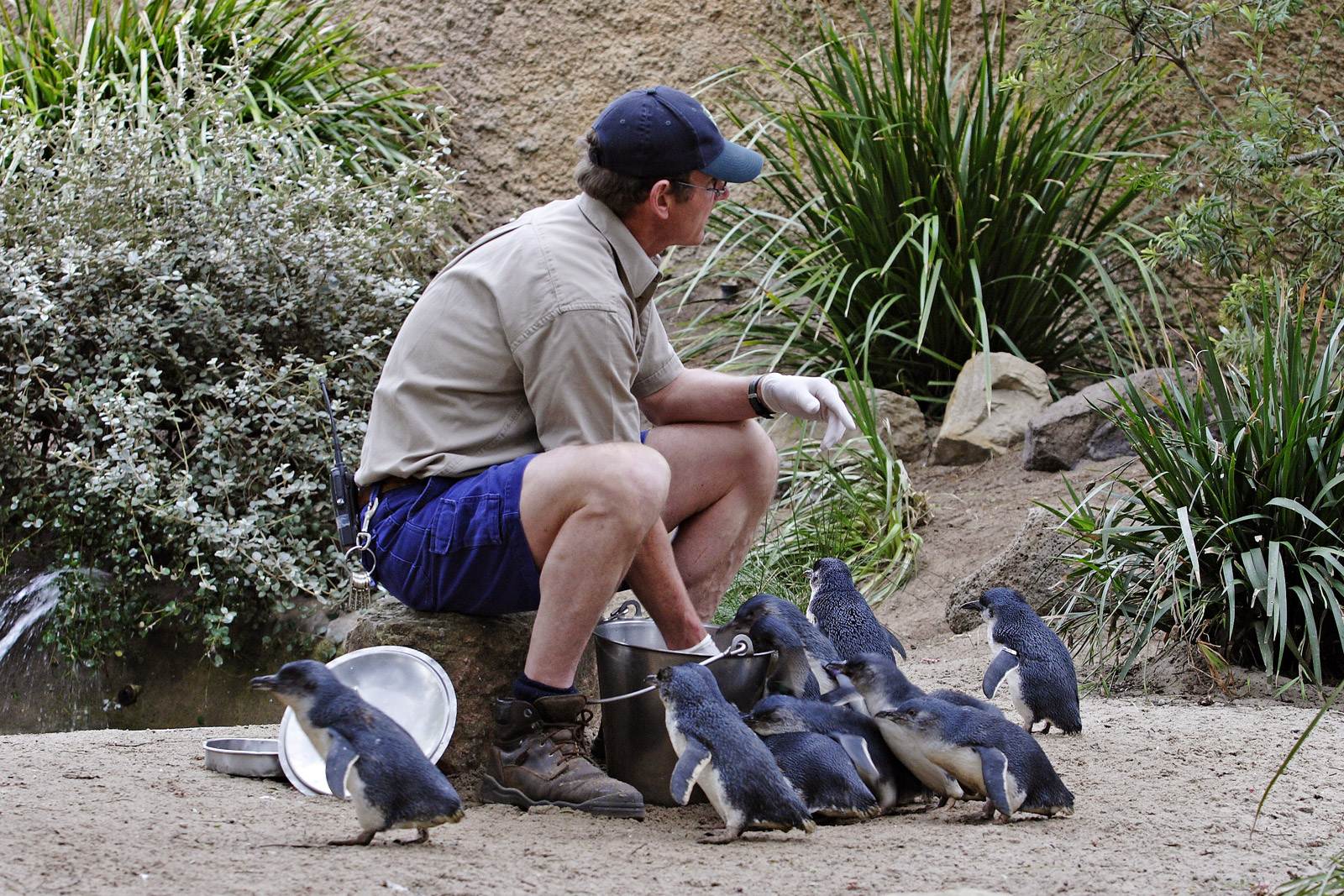
墨尔本动物园的饲养员喂食澳洲小蓝企鹅

澳洲小蓝企鹅长久以来广受人们的好奇， 因此在很多动物园中都有所饲养。曾经人们更倾向于直接利用小蓝企鹅的羽毛或肉蛋，但随着时间的推移，人们对其的态度发展为了对其的旅游业开发与物种保护。

### 直接利用
在19世纪和20世纪，人们会为了娱乐或获取毛皮射杀小蓝企鹅，遇难的水手和漂流者也会捕捉这种鸟来食用， 它们的蛋也会被原住民或非原住民收集以供食用。在1831年，N·W·J·罗宾逊（N. W. J. Robinson）指出在食用小蓝企鹅前应当在水中泡上数日来使其肉质更加软嫩。

维多一位澳大利亚标本剥制师曾经受委托用一只死去的小企鹅的遗骸为鸡尾酒会制作一顶女士帽子。该报将其描述为“一根由白色和黑色羽毛组成的聪明小托克，黑色鳍状肢在冠部以一个尖锐的角度设置。利亚州的茱莉亚·珀西夫人岛是因为毛皮毛衣受到伤害的小蓝企鹅聚居地之一。 1904年的《记事报》（The Chronicle）上记载了以下有关如何处理企鹅皮的说明：
'F.W.M.,' Port Lincoln. — To clean penguin skins, scrape off as much fat as you can with a blunt knife. Then peg the skin out carefully, stretching it well. Let it remain in the sun till most of the fat is dried out of it, then rub with a compound of powdered alum, salt, and pepper in about equal proportions. Continue to rub this on at intervals until the skin becomes soft and pliable.
参考译文：

为了清洁企鹅皮，请用钝刀尽可能多地刮掉脂肪。然后小心地将企鹅皮固定、充分拉伸。将其置于阳光下，直至大部分脂肪都被晒干，然后用大约等比例的明矾粉、盐和胡椒粉进行擦拭。每隔一段时间擦拭一次，直到企鹅皮变得柔软且柔韧。
一位澳大利亚动物标本剥制师曾受委托用一只死去的小蓝企鹅为鸡尾酒会制作一顶女帽。该报将其描述为"a smart little toque of white and black feathers, with black flippers set at a jaunty angle on the crown."（“一顶漂亮的由白色与黑色羽毛制成的托克小帽，其顶上置有一个以活泼的角度安放的黑色鳍状肢。”）
20世纪，小蓝企鹅会被用作捕捉紐澳多刺岩龍蝦的诱饵， 用来展开渔具， 因兼捕而死，或被车辆撞死。 20世纪末、21世纪初，小蓝企鹅和人类之间建立起了更多互惠互利的关系。一些小蓝企鹅的繁殖地已成为精心管理的旅游目的地，帮助了澳大利亚和新西兰的沿海和岛屿社区的经济增长。这些地点还经常提供设施和志愿人员来支持种群调查、栖息地改善工作和小蓝企鹅研究项目。

### 旅游业
在维多利亚州的菲利普岛，菲利普岛自然公园建立了一个观景区，让游客观赏每晚的“企鹅巡游”。公園處建設了灯光和混凝土看台，使遊客可以观看但不能拍摄（因为这可能会使它们失明或受到惊吓）小藍企鵝在棲息地中的活動。 1987年，菲利普岛上觀看企鹅的国际游客比参观乌鲁鲁的游客还多。在1985至1986财年，有35万人來此參觀企鵝，当时观众人数每年增长12%。
在塔斯马尼亚的比舍诺，当地旅行社提供夜间观赏企鹅的旅游活动，地点位于私人土地上的一个繁殖地。 在塔斯马尼亚北海岸的泰马河口附近的洛海德也提供类似的日落观光旅游活动。 塔斯马尼亚的其他一些小藍企鹅栖息地附近也设有观察平台，包括斯坦利、布鲁尼岛和德文波特附近的利利科海滩。
在西澳大利亚州的珀斯南部，游客可以在企鹅岛的企鹅康复中心观赏企鹅进食，并且还可能在它们的自然栖息地上看到野生企鹅。乘坐短途客运渡轮可到达该岛，游客將在黄昏前离开岛屿，以保护當地小藍企鵝種群免受干扰。
南澳大利亚州袋鼠岛的游客每晚都有机会在金斯科特的袋鼠岛海洋中心和佩内肖企鹅中心观察企鹅。维克多港花岗岩岛上的小藍企鵝尽管在1990年代从数千只减少到2014年的几十只，該島仍然在黄昏时提供导览服务。 岛上还设有一个企鹅中心，可以在那里观赏圈养的企鹅。
在新西兰奥塔哥的奥马鲁镇，游客可以在黄昏时观赏企鹅返回它们的栖息地。 在奥马鲁，企鹅常常在当地海滨建筑物的地下室和基础设施中筑巢，尤其是在镇上的历史区域。在但尼丁奥塔哥半岛的飞行员海滩，已经建立了小藍企鹅观赏设施。游客在志愿管理员的引导下，可以观看企鹅在黄昏时返回它们巢穴。

## 所受威胁

### 食物供给
食物供給似乎强烈影响着小企鹅种群在其分布范围内的生存状态和繁殖成功率。
年年变化的猎物丰富度和分布导致年轻企鵝常因饥饿而死亡或因体弱无力而被冲上岸。 这一问题不只在年轻的個體中發生，而且在20世纪一直被观察到。1984年至1985年的繁殖季，澳大利亚的小蓝企鹅繁殖情况特别糟糕，繁殖成功率极低。在孵化前就有成鸟离开了蛋，还有许多雏鸟饿死。营养不良的企鹅尸体被发现冲上海滩，这种趋势在接下来的一年继续存在。1986年4月，约有850只死亡企鹅被发现冲上维多利亚西南部的海岸。这一现象被归因于食物短缺。
维多利亚州发现死亡小蓝企鹅的季节有两个高峰期。第一个是在换羽后，第二个是在冬季中期。换羽其的企鹅生活压力较大，有些在回到水中后身体状况较差。冬季中期则是最难捕食的季节，营养不良和饥饿的可能性因此增加。
1990年，在南澳大利亚的恩科恩特湾地区，在4月下旬至5月初的一周内发现了24只死亡企鹅。一位州政府公园管理员解释说，其中许多鸟类是在换羽后饥饿而死亡的幼鸟。
1995年发生了鲱鱼大规模死亡事件，导致企鹅的可获得猎物减少，从而导致饥饿和繁殖失败。 1999年发生了另一次类似事件。这两次死亡事件都归因于一种外来病原体在整个澳大利亚鱼类种群中的传播，使繁殖生物量减少了70%。这些事件之后，凤头燕鸥和鲣鸟的种群也遭受了损失。
1995年，在恩科恩特湾地区的Waitpinga和Chiton Rocks之间发现了30只死亡企鹅。这些个体患有严重的细菌感染，这些死亡可能与当年外来病原体传播导致的鲱鱼大规模死亡有关。
在20世纪80年代末，人们认为企鹅与渔业没有竞争，尽管企鹅经常取食的鲱鱼是商业捕捞的对象。 在南非，对企鹅首选猎物种类的过度捕捞导致了南非企鹅的种群下降。因此过度捕捞也是澳大利亚小企鹅的潜在威胁。

### 外来捕食者
外来的哺乳动物捕食者是陆地上影响小蓝企鹅生存的最大威胁，这些外来捕食者包括猫、狗、老鼠、狐狸、雪貂和鼬。

#### 犬与野猫
不受控制的狗或野猫可能对小蓝企鹅的种群产生严重的影响，远超过企鹅的自然天敌之捕食，可能导致了许多个体的死亡。受犬袭事件影响的小蓝企鹅栖息地包括新南威尔士州的曼利、南澳大利亚州的彭纳肖、红教堂海滩、 温亚德、塔斯马尼亚的卡姆代尔和洛海德、西澳大利亚州的企鹅岛以及新西兰的小凯特里特里海滩。 南澳大利亚州恩卡伊拜的弗里曼斯区的袭击现场留下的爪印显示，负责此次袭击的狗很小，大致与一只梗犬的大小相当。这次袭击可能导致了当地小种群的灭绝。
据记录，南澳大利亚州康格鲁岛的伊穆湾有猫捕食企鹅雏鸟的情况。 2011年10月，在金斯科特群体附近发现了15只被咬掉头部的企鹅雏鸟。狗或猫的袭击被认为是死亡的原因。类似事件也发生在2010年。
狗和猫袭击的威胁在许多群体中仍在持续存在，关于狗袭击企鹅的报告可以追溯到20世纪中期。 在2014年的前七个月里，南澳大利亚州的动物救援组织AMWRRO接收并治疗了22只在犬袭事件中受伤的小蓝企鹅。

#### 狐狸
自20世纪初以来，人们已经知道狐狸会捕食小蓝企鹅。 1994年，在格兰尼特岛上的几个晚上，一只狐狸被认为是导致53只小企鹅死亡的原因。 维多利亚州沃南布尔附近的中岛上的小企鹅遭到了狐狸的严重捕食，狐狸能够在低潮时通过潮汐沙桥到达岛上。这个小种群从2001年的大约600只企鹅减少到2005年的不到10只。 在管理人员使用马瑞马牧羊犬保护这个群体后，该地企鹅已于2017年恢复到了100只。 2015年6月，有26只曼利种群的小蓝企鹅在11天内被杀害。一只被认为是罪魁祸首的狐狸最终在该地区被射杀，预计尸检将证明或否认其参与该事件。 2015年11月，一只狐狸在闯入墨尔本动物园的小蓝企鹅围场后杀死了14只企鹅，这一事件促使了园方采取措施进一步“防狐”。

#### 雪貂和白鼬
2014年11月，在新西兰但尼丁附近的医生角，一次疑似白鼬或雪貂的袭击导致了29只小蓝企鹅的丧生。

#### 袋獾
澳洲東南外海瑪麗亞島（Maria Island）於2012年处于保育原因放生了28隻袋獾，竟導致島上3千隻小藍企鵝全被屠殺殆盡。

### 人类活动
人类居住地的靠近对小蓝企鹅的影响包括与车辆碰撞、 燃烧和清除植被以及住房开发。 1950年，在菲利普港的诺比斯附近，据称有大约一百只小蓝企鹅在一场由一个牧场主故意引发的草地火灾中被烧死。 后来有报道称这个数字被夸大了。 这一问题已经得到解决，因为牧场主提议将土地归还给国家，以保护这一栖息地的未来。
2003年至2012年间在珀斯进行的一项研究发现，小蓝企鹅意外死亡的主要原因是外伤，这些外伤很可能来自水上交通工具，因此建议采取管理策略以避免水上交通工具对小蓝企鹅的撞击。 西澳大利亚保护委员会反对在曼格尔斯湾建设码头和运河，因为这个地方靠近企鹅岛和花园岛的企鹅群落。默多克大学的研究员贝琳达·坎内尔发现，该地区发现的四分之一的企鹅死于船只。尸体上发现有头部、鳍或脚被切断、背部有切口和器官破裂的情况。这个开发项目将增加当地的船只交通量，导致更多企鹅意外死亡。
小蓝企鹅容易受到人类的直接伤害，尤其是因为换毛或筑巢上岸时。
1930年，在塔斯马尼亚，人们认为小蓝企鹅与商业开发的短尾鹱竞争。为了满足捕鸟业的要求，计划了一个“捕鸟开放季”，允许捕杀小蓝企鹅。 
在20世纪30年代，有人认为一名纵火犯在西澳大利亚奥尔巴尼附近的兔子岛上纵火，这是一个已知的小蓝企鹅繁殖地。后来的游客报告称在那里发现了烧焦的企鹅尸体。 1938年，人们发现了鳍被渔线缠住的小蓝企鹅。
1949年，维多利亚州菲利普岛上的企鹅成为人类残忍行为的受害者，有些被踢，有些被扔下悬崖并被射击。这些残忍行为促使州政府封锁了繁殖地。 1973年，在南澳大利亚州恩卡港的赖特岛上发现了十只死企鹅和十五只死海鸥，当时的人们认为它们是被人们用棍子戳进洞穴捅死并丢弃的， 尽管这些鸟类也可能是死于犬袭。1983年，在恩卡港发现了一只死去的企鹅和一只受伤的企鹅，两只企鹅都是被人类恶意伤害的。受伤的小蓝企鹅最终被安乐死。
最近的人类伤害案例可以在花岗岛上找到，1994年，一只企鹅幼鸟被从洞穴中带走并被遗弃在大陆上，一个含有企鹅幼鸟的洞穴被踩踏，也有垃圾被丢弃到仍在使用的洞穴中。 1998年，六个月内发生了两起导致企鹅死亡的事件。后者发生在5月，有13只企鹅被人踢死了。 2016年3月，在维多利亚州圣基尔达栖息地，两只小蓝企鹅在不同的事件中被人类踢和攻击。
2018年，20岁的塔斯马尼亚男子乔舒亚·利·杰弗里在2016年1月1日在塔斯马尼亚西北部的硫磺溪用棍子殴打九只小蓝企鹅，被伯尼地方法院罚款82.50澳元，并判处49小时社区服务。 鸟类保护组织“鸟类塔斯马尼亚”的埃里克·沃勒博士谴责该判决过于宽容，他说这对塔斯马尼亚的野生动物保护不仅几乎没有价值，还是一个“不受欢迎的先例”。 在检察官的上诉后，杰弗里的刑期在2018年10月15日翻倍。公共诉讼总监办公室表示，他们认为原判明显不足。原判被撤销，杰弗里被判处两个月监禁，缓刑一年，期间不得犯有可判监禁的罪行。他的社区服务时间也增加到98小时。
同样在2018年，塔斯马尼亚州洛海德发现了十几具小蓝企鹅的尸体，当地机构正在开展对其死因的调查。

### 渔业
一些小蓝企鹅因为业余渔民在企鹅栖息地附近设置的刺网而淹死。 废弃的渔线也可能造成缠绕风险，接触可能导致身体受伤、行动能力降低或溺水。 2014年，在维多利亚州的奥尔托纳海滩发现了一群25只死亡的小企鹅。尸检结果表明，这些动物在被网具缠绕后死亡，引发社区呼吁在菲利普港湾禁止刺网捕鱼。
20世紀，小藍企鵝會被用作捕捉紐澳多刺岩龍蝦的誘餌，或被钓鱼者捕捉。 塔斯马尼亚各个地方 包括布鲁尼岛和南澳大利亚的西岛的栖息地都成为了目标。

### 石油泄漏事件
石油泄漏对于企鹅和其他海鸟来说是致命的，自20世纪20年代以来，漏油事件对南半球的企鹅产生了负面影响。油被摄入后具有毒性，接触油会破坏企鹅的浮力和羽毛的保温性能。 有两起重大油污泄漏事件严重影响了小蓝企鹅的种群：1995年塔斯馬尼亞的鐵男爵號漏油事件和2011年紐西蘭的雷納號漏油事件。2005年，在铁男爵号事件10周年的事后反思中提到，该事件共导致了两万五千只小蓝企鹅的死亡。 雷纳号事件则直接导致了2,000只海鸟（包括小蓝企鹅）的死亡，根据其对生态系统总体影响评估，该事件总共导致了20,000只海鸟的死亡。
维多利亚州的海岸线经常受小规模石油排放或石油泄漏污染，这对几处小蓝企鹅栖息地产生了影响。1990年，在Warrnambool附近发现了多达120只被油污染、死亡和搁浅的小蓝企鹅。另外有104只企鹅被送往护理中心进行清洁。奥特韦角以西的水域被燃油污染。当时尚不清楚污染源，并对三艘可能负有责任的船只进行了调查。
早期的油污泄漏或倾倒事件在20世纪20年代、 30年代、 40年代、 50年代、 60年代 和70年代 伤害甚至杀死了小蓝企鹅。这种威胁在21世纪仍然存在，遭到石油污染的鸟类被送往南澳大利亚的AMWRRO等专门设施接受治疗。

### 塑料污染
塑料容易被澳洲小蓝企鹅误认为猎物而吞食。塑料会造成窒息危险，并占据动物的胃部空间。企鹅胃中无法消化的物质可能导致营养不良和饥饿。其他较大的塑料物品，如瓶盖环，可能会缠绕在企鹅的脖子上，影响它们的行动能力。

## 保育行动

### 法律保障
小蓝企鹅属的物种在不同的司法管辖区域受到不同法律的保护，以下表格可能不全。
| 地点                 | 保护地位                                                    | 法案                                                                        |
| -------------------- | ----------------------------------------------------------- | --------------------------------------------------------------------------- |
| 澳大利亚（联邦水域） | 列出的海洋物种                                              | Environment Protection Biodiversity Conservation (EPBC) Act 1999            |
| 西澳大利亚州         | 受保护动物群                                                | Wildlife Conservation Act 1950                                              |
| 南澳大利亚州         | 受保护动物 渔业互动强制报告物种                             | National Parks & Wildlife Act 1972 Fisheries Management Act 2007            |
| 维多利亚州           | 受保护野生动物 渔业互动强制报告物种                         | Wildlife Act 1975 Flora and Fauna Guarantee Act 1988                        |
| 塔斯马尼亚州         | 受保护野生动物 企鹅为“敏感野生动物”，一些栖息地为“敏感地区” | National Parks and Wildlife Act 1970 Dog Control Act 2000                   |
| 新南威尔士           | 受威胁物种（限曼利栖息地） 曼利栖息地为“关键栖息地”         | Biodiversity Conservation Act 2016 Threatened Species Conservation Act 1995 |
| 新西兰               | 处于危险中 – 数量下降                                       | Wildlife Act 1953                                                           |

### 管控外来捕食者

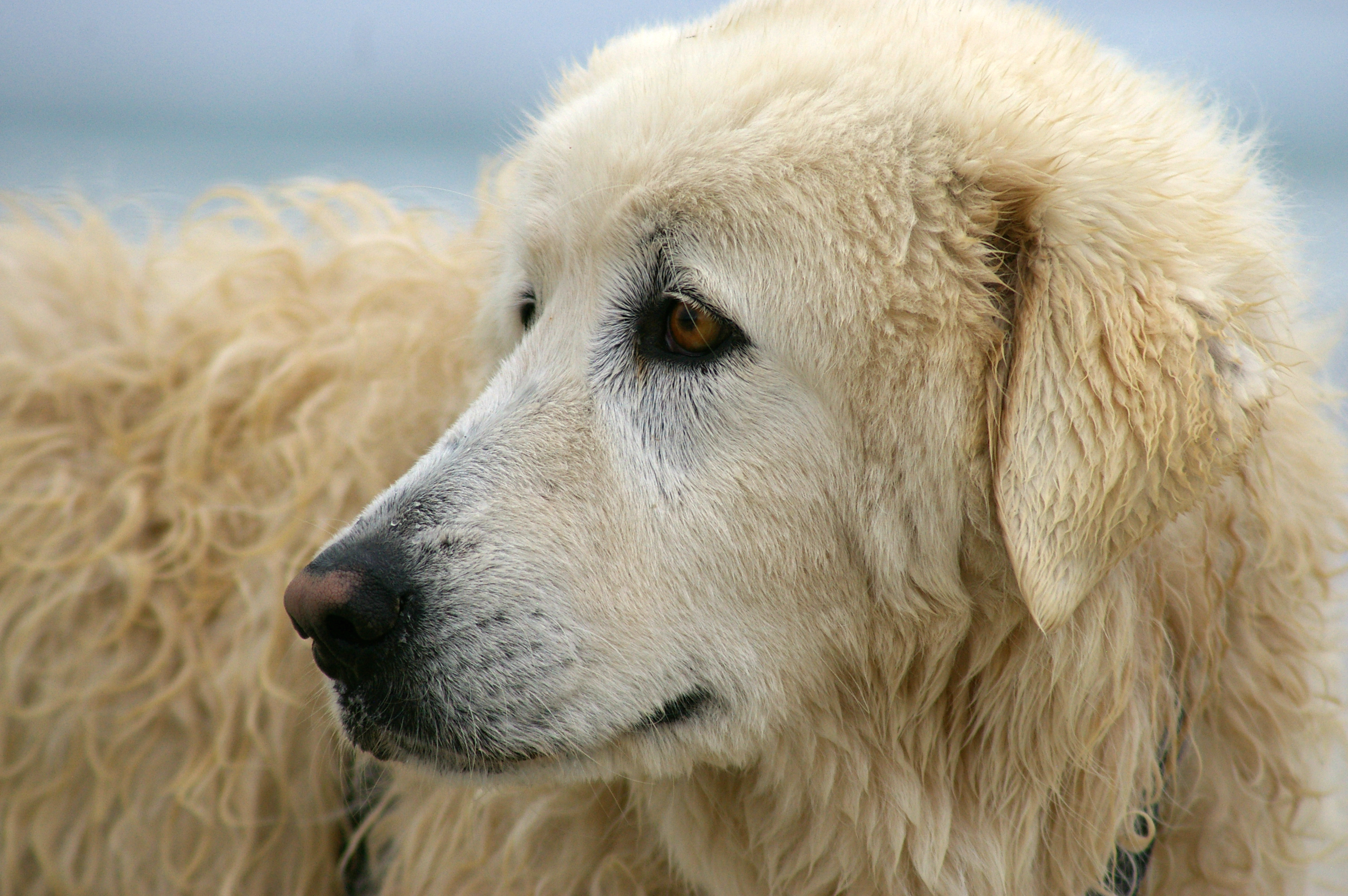
马瑞马牧羊犬被用来保护维多利亚州的小蓝企鹅栖息地

政府采取了管理策略来减轻国内和野犬和野猫攻击小蓝企鹅的风险，包括在小蓝企鹅栖息地附近建立无狗区 并引入规定，确保附近地区的狗始终保持被牵引状态。
在瓦南布尔，群落崩溃的威胁促使保护者们开创性地使用马瑞马牧羊犬来保护小蓝企鹅栖息地并击退潜在的捕食者。 牧羊犬的部署成功的保护了企鹅栖息地，阻止了狐狸的入侵，使企鹅种群得以恢复。 此外，志愿者团体也在夜间保护企鹅免受攻击。第一只证明该方案有效的马瑞马牧羊犬是Oddball，人们以这只牧羊犬的故事为题材拍摄了一部电影（译作《企鹅小守护》），于2015年上映。 2015年12月，BBC报道称：“目前在中岛巡逻的狗是尤迪（Eudy）和图拉（Tula），它们以小蓝企鹅属的学名‘Eudyptula’命名。它们是第六和第七只被使用的狗，还有一只新的小狗正在接受训练，它将于2016年开始工作。” 在为期九年的服役后，图拉于2019年退休，她的姐姐尤迪在2021年去世，享年12岁。 截至2019年，图拉仍在帮助保护农场的鸡并帮助训练年轻的守护犬。
在悉尼，狙击手被用以保护一群澳洲小蓝企鹅。这一行动由当地志愿者支持，他们在夜间工作以保护小蓝企鹅免受攻击。 2019年，志愿者宣布这一防御策略取得了成效，曼利的种群正在恢复。
在塔斯马尼亚的一些栖息地附近，人们设置陷阱来捕捉并安乐死附近的野猫。

### 保护栖息地
康格鲁岛采取了一些措施来改善繁殖地，包括增加人工洞穴和植被恢复工作。诺克斯学校的栖息地恢复工作于2008年被《Totaly Wild》拍摄并播出。
2019年，人们为澳大利亚新南威尔士州霍克斯伯里河口的狮子岛上的小蓝企鹅建造了混凝土“小屋”。该岛曾遭受火灾的破坏，起火原因是一次闪电击中，摧毁了企鹅85％的自然栖息地。
新南威尔士州的五岛友好组织进行的杂草控制工作有助于改善包括小蓝企鹅在内的海鸟的繁殖前景。 该岛的主要问题物种是铺地狼尾草和五爪金龍。 除草工作导致在除草区域增加了小蓝企鹅洞穴的数量，并使白脸海燕在长达56年的繁殖中断后返回该岛繁殖。

### 处理石油污染
被发现身上有油污的企鹅会被专业人员带到专门的设施进行护理和清洁。当动物首次被送到菲利普岛的康复中心时，会给它们穿上一件特定款式的企鹅毛衣。这件毛衣可以防止小蓝企鹅自己清理油污导致中毒。一旦动物接受了治疗和清洁，毛衣就会被丢弃。2019年，菲利普岛中心呼吁编织1400件新的企鹅毛衣，因为他们增加了治疗设施的承载能力。该中心最近一次应对的大规模油污事件中治疗了438只企鹅，这些企鹅康复后的存活率达到了96%。 墨尔本动物园也治疗和清洁受油污的小蓝企鹅， 而塔龙加动物园自20世纪50年代以来一直在清洁和养护受油污的企鹅。

## 动物园圈养情况

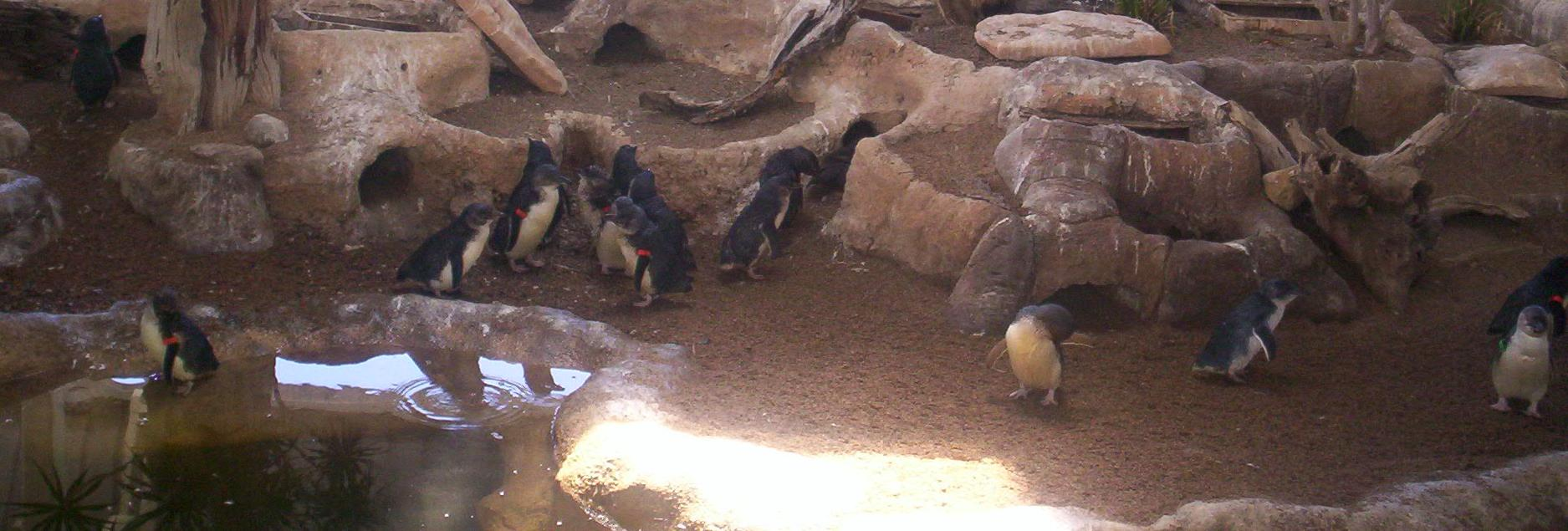
澳大利亚昆士兰州黄金海岸海洋世界的小蓝企鹅

在澳大利亚的阿德莱德动物园、墨尔本动物园、堪培拉国家动物园和水族馆、珀斯动物园、卡弗舍姆野生动物公园（珀斯）、巴拉瑞特野生动物公园、 悉尼海洋生物水族館和塔龍加動物園等地可以看到为小蓝企鹅建造的围场。这些围场包括供动物休息的巢穴或类似结构，一个水池，有时会有透明的水池墙壁，使游客可以观看在水中游动的小蓝企鹅。
澳大利亚昆士兰州黄金海岸的海洋世界有一个小蓝企鹅企鹅围场。2007年3月初，37只企鹅中的25只因为围场内沙砾的更换中毒而死。 至今仍不清楚是什么物质导致了企鹅的死亡，园方决定不将那12只幸存的企鹅放回同一围场，因为它们曾在那里生病。 2008年，海洋世界开放了一个新的小蓝企鹅围场。
在新西兰，奥克兰动物园、惠灵顿动物园和新西兰国家水族馆都有小蓝企鹅属企鹅的展览。 自2017年以来，新西兰国家水族馆每月都会展示一个“本月企鹅”榜单，榜单会宣布两只居住在那里的企鹅为“淘气”和“乖巧”企鹅。该榜单的照片在社交媒体上走红，使水族馆在全球范围内获得了大量的关注。
在美国路易斯维尔动物园 和布朗克斯动物园也可以看到小蓝企鹅属的企鹅。

## 吉祥物與標誌
Linux作業系統創始人林納斯·托瓦茲曾在澳大利亞度假時被一隻小藍企鵝咬傷。據指，這一遭遇令托瓦茲最終選擇了Tux作為Linux的官方標誌和吉祥物。
小藍企鵝Penny是2007年國際泳聯總會（FINA）在維多利亞墨爾本主辦的世界游泳錦標賽的吉祥物。

## 备注
1. ↑  该IUCN评估将小蓝企鹅和澳洲小蓝企鹅视为同一物种。